# موتور پانزده‌خرداد
موتور پانزده‌خرداد یک منطقهٔ مسکونی در ایران است که در دهستان اسماعیل‌آباد (خاش) واقع شده‌است. موتور پانزده‌خرداد ۱۰۹ نفر جمعیت دارد.